# Alucita tandilensis
Alucita tandilensis is een vlinder uit de familie van de waaiermotten (Alucitidae). De wetenschappelijke naam van de soort is voor het eerst geldig gepubliceerd in 1960 door Pastrana.